# Haruspex
Haruspex (pl. haruspices) er en etruskisk præstetype, som også havde stor betydning i den romerske statskult længe efter den etruskiske kultur var forsvundet. Blandt hittiterne og babylonerne fandtes en lignende præstefunktion, og ritualet kan derfor oprindeligt stamme fra det område.
En haruspex tog varsler og fortolkede dem ud fra særlige systemer, som var overleveret fra forgængerne. Et af dem var læsning af dyreindvolde, særligt af leveren, som på græsk blev kaldt hepatoskopi (lever-skue), hertil benyttede præsten en model af en lever, de var fx fremstillet i ler eller bronze, og flere eksemplarer er blevet fundet i udgravninger, bl.a. i Piacenza.
Haruspices blev ofte benyttet af de romerske myndigheder som varselstydere, og embedsmænd og generaler fik gerne en haruspex tilknyttet, der fungerede som en religiøs rådgiver i deres arbejde; dette embede var arveligt og kun forbeholdt medlemmerne af visse slægter. Desuden fandtes der spåmænd, som stillede deres evner til rådighed for private, de blev også kaldt haruspices, men de ofte betragtet med mistænksomhed fra officiel side, og de romerske myndigheder forsøgte flere gange at begrænse deres aktiviteter eller helt forbyde dem.